# Poiretia (plante)
Pour les articles homonymes, voir Poiretia.
Genre
Poiretia est un genre de plantes à fleurs dicotylédones de la famille des Fabaceae, sous-famille des Faboideae, originaire d'Amérique, qui comprend une dizaine d'espèces acceptées.

## Étymologie
Le nom générique, « Poiretia », est un hommage à Jean-Louis Marie Poiret (1755-1834), botaniste et explorateur français

## Liste d'espèces
Selon The Plant List (16 novembre 2018) :
- Poiretia angustifolia Vogel
- Poiretia bahiana C.Mueller
- Poiretia crenata C.Mueller
- Poiretia elegans C.Mueller
- Poiretia latifolia Vogel
- Poiretia longipes Harms
- Poiretia marginata C.Mueller
- Poiretia mattogrossensis C.Mueller
- Poiretia punctata (Willd.) Desv.
- Poiretia tetraphylla (Poir.) Burkart
- Poiretia unifoliolata Martins & Pedersoli